# Regierung Carlsson I

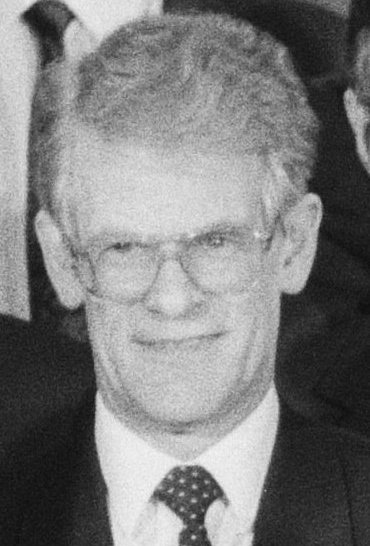
Ingvar Carlsson war zwischen 1986 und 1991 sowie von 1994 bis 1996 Ministerpräsident Schwedens.

Die Regierung Carlsson I war die schwedische Regierung von 1986 bis 1990.
Nach der Ermordung von Ministerpräsident Olof Palme am 28. Februar 1986 übernahm der bisherige Minister für Umwelt und Koordinierung Ingvar Carlsson zunächst kommissarisch das Amt des Ministerpräsidenten und bildete am 13. März 1986 seine erste Regierung, die ausschließlich aus Mitgliedern der Sozialdemokratischen Arbeiterpartei SAP (Sveriges socialdemokratiska arbetareparti) bestand. Bei der Wahl zum Schwedischen Reichstag am 18. September 1988 wurde die SAP von Ministerpräsident Carlsson wieder stärkste Kraft und erhielt 157 (43,2 Prozent) der 349 Sitze im Reichstag (Sveriges riksdag). Zweitstärkste Kraft wurde die Moderate Sammlungspartei M (Moderata samlingspartiet) von Carl Bildt, die 66 Mandate (18,3 Prozent) bekam, gefolgt von der Volkspartei FP (Folkpartiet)von Bengt Westerberg mit 44 Sitzen (12,2 Prozent) und der Zentrumspartei C (Centerpartiet) unter Olof Johansson mit 42 Mandaten (11,3 Prozent). Die Kommunistische Linkspartei VPK (Vänsterpartiet kommunisterna) unter Lars Werner erhielt 21 Mandate (5,8 Prozent) und die Umweltpartei Die Grünen MP (Miljöpartiet de Gröna) von Eva Goës und Birger Schlaug 20 Sitze (5,5 Prozent), während die Christdemokratische Gesellschaftspartei KDS (Kristdemokratiska Samhällspartiet) unter Alf Svensson mit 2,9 Prozent den Einzug in den Reichstag verpasste.
Nach der Wahl wurde seine Regierung von der VPK unterstützt. Anfang 1990 kam es aufgrund von Tarifkonflikten zu einer Streikwelle. Am 15. Februar 1990 trat die erste Regierung Carlsson zurück, nachdem der Reichstag einen Lohn- und Preisstopp zur Inflationsbekämpfung abgelehnt hatte. Am 26. Februar 1990 wurde Carlsson vom Reichstag mit den Stimmen der SAP und der VPK wieder zum Ministerpräsidenten gewählt und bildete daraufhin die Regierung Carlsson II.

## Minister
Dem Kabinett gehörten folgende Minister an:
| Amt                                                                | Name                                                                             | Partei | Beginn der Amtszeit                                         | Ende der Amtszeit                                              |
| ------------------------------------------------------------------ | -------------------------------------------------------------------------------- | ------ | ----------------------------------------------------------- | -------------------------------------------------------------- |
| Ministerpräsident                                                  | Ingvar Carlsson                                                                  | SAP    | 13. März 1986                                               | 26. Februar 1990                                               |
| Außenminister                                                      | Sten Andersson                                                                   | SAP    | 13. März 1986                                               | 26. Februar 1990                                               |
| Justizminister/Justizministerin                                    | Sten Wickbom Anna-Greta Leijon Thage G. Peterson (kommissarisch) Laila Freivalds | SAP    | 13. März 1986 19. Oktober 1987 7. Juni 1988 4. Oktober 1988 | 18. Oktober 1987 7. Juni 1988 4. Oktober 1988 26. Februar 1990 |
| Verteidigungsminister                                              | Roine Carlsson                                                                   | SAP    | 13. März 1986                                               | 26. Februar 1990                                               |
| Sozialministerin                                                   | Gertrud Sigurdsen Sven Hulterström Ingela Thalén                                 | SAP    | 13. März 1986 26. Januar 1989 9. Januar 1990                | 26. Januar 1989 9. Januar 1990 26. Februar 1990                |
| Kommunikationsminister                                             | Sven Hulterström Georg Andersson                                                 | SAP    | 13. März 1986 26. Januar 1989                               | 26. Januar 1989 26. Februar 1990                               |
| Finanzminister                                                     | Kjell-Olof Feldt Odd Engström                                                    | SAP    | 13. März 1986 16. Februar 1990                              | 16. Februar 1990 26. Februar 1990                              |
| Bildungsminister                                                   | Lennart Bodström Bengt Göransson                                                 | SAP    | 13. März 1986 26. Januar 1989                               | 26. Januar 1989 26. Februar 1990                               |
| Landwirtschaftsminister                                            | Svante Lundkvist Mats Hellström                                                  | SAP    | 13. März 1986 10. Oktober 1986                              | 9. Oktober 1986 26. Februar 1990                               |
| Ministerin für den Arbeitsmarkt                                    | Anna-Greta Leijon Ingela Thalén Mona Sahlin                                      | SAP    | 13. März 1986 20. Oktober 1987 9. Januar 1990               | 19. Oktober 1987 9. Januar 1990 26. Februar 1990               |
| Minister für Wohnungswesen                                         | Hans Gustafsson Ulf Lönnqvist                                                    | SAP    | 13. März 1986 4. Oktober 1988                               | 4. Oktober 1988 26. Februar 1990                               |
| Industrieminister                                                  | Thage G. Peterson Ivar Nordberg Rune Molin                                       | SAP    | 13. März 1986 4. Oktober 1988 9. Januar 1990                | 4. Oktober 1988 9. Januar 1990 26. Februar 1990                |
| Zivilminister                                                      | Bo Holmberg Bengt K. Å. Johansson                                                | SAP    | 13. März 1986 4. Oktober 1988                               | 4. Oktober 1988 26. Februar 1990                               |
| Ministerin für Umwelt und Energie 9. Januar 1990: Umweltministerin | Birgitta Dahl                                                                    | SAP    | 13. März 1986                                               | 26. Februar 1990                                               |
| Außenhandelsminister                                               | Mats Hellström Anita Gradin                                                      | SAP    | 13. März 1986 10. Oktober 1986                              | 9. Oktober 1986 26. Februar 1990                               |
| Ministerin für Entwicklungshilfe                                   | Lena Hjelm-Wallén                                                                | SAP    | 13. März 1986                                               | 26. Februar 1990                                               |
| Kulturminister                                                     | Bengt Göransson                                                                  | SAP    | 13. März 1989                                               | 26. Januar 1989                                                |
| Schulminister                                                      | Göran Persson                                                                    | SAP    | 26. Januar 1989                                             | 26. Februar 1990                                               |
| Minister für Jugend und Sport                                      | Ulf Lönnqvist                                                                    | SAP    | 10. Oktober 1986                                            | 4. Oktober 1988                                                |
| Einwanderungsminister                                              | Anita Gradin Georg Andersson Maj-Lis Lööw                                        | SAP    | 13. März 1986 10. Oktober 1986                              | 10. Oktober 1986 26. Januar 1989 26. Februar 1990              |
| Stellvertretender Sozialminister                                   | Bengt Lindqvist                                                                  | SAP    | 13. März 1986                                               | 26. Februar 1990                                               |
| Stellvertretender Finanzminister                                   | Bengt K. Å. Johansson Odd Engström                                               | SAP    | 13. März 1986 4. Oktober 1988                               | 4. Oktober 1988 16. Februar 1990                               |
| Stellvertretende Zivilministerin                                   | Margot Wallström                                                                 | SAP    | 4. Oktober 1988                                             | 26. Februar 1990                                               |

## Hintergrundliteratur
- Das 20. Jahrhundert. Ein illustrierter Rückblick auf 100 Jahre Weltgeschehen, H+L Verlagsgesellschaft, Köln 1999
- Der Große Ploetz. Die Enzyklopädie der Weltgeschichte, Verlag Vandenhoeck & Ruprecht, 35. Auflage, Göttingen, 2008, ISBN 978-3-525-32008-2